# كولن ماكليود
كولن ماكليود (بالإنجليزية: Colin McLeod)‏ هو عسكري ومهندس مدني نيوزيلندي، ولد في 5 أغسطس 1921 في أوكلاند في نيوزيلندا، وتوفي في 6 أبريل 2018 في ويلينغتون في نيوزيلندا.